# Darien (Wisconsin)
Darien és una població dels Estats Units a l'estat de Wisconsin. Segons el cens del 2000 tenia 1.572 habitants.

## Demografia
Segons el cens del 2000, Darien tenia 1.572 habitants, 537 habitatges, i 411 famílies. La densitat de població era de 474,2 habitants per km².
Dels 537 habitatges en un 42,6% hi vivien nens de menys de 18 anys, en un 59,8% hi vivien parelles casades, en un 10,8% dones solteres, i en un 23,3% no eren unitats familiars. En el 18,8% dels habitatges hi vivien persones soles el 6,1% de les quals corresponia a persones de 65 anys o més que vivien soles. El nombre mitjà de persones vivint en cada habitatge era de 2,92 i el nombre mitjà de persones que vivien en cada família era de 3,35.
Per edats la població es repartia de la següent manera: un 32,6% tenia menys de 18 anys, un 9,2% entre 18 i 24, un 31% entre 25 i 44, un 20,2% de 45 a 60 i un 6,9% 65 anys o més.
L'edat mediana era de 31 anys. Per cada 100 dones de 18 o més anys hi havia 100,2 homes.
La renda mediana per habitatge era de 46.800 $ i la renda mediana per família de 53.625 $. Els homes tenien una renda mediana de 35.568 $ mentre que les dones 25.278 $. La renda per capita de la població era de 17.638 $. Aproximadament el 4,9% de les famílies i el 6,8% de la població estaven per davall del llindar de pobresa.

## Poblacions més properes
El següent diagrama mostra les poblacions més properes.